# フランシア・マルケス
フランシア・エレナ・マルケス・ミナ（スペイン語: Francia Elena Márquez Mina、1981年12月1日 - ）は、コロンビアの人権活動家、弁護士、政治家。同国副大統領（第13代）。2022年に同国初の黒人女性副大統領として就任した。
グスタボ・ペトロと共に、女性の権利及び貧困層への医療支援の拡大を訴えて、2022年大統領選挙で副大統領候補として当選した。

## 来歴

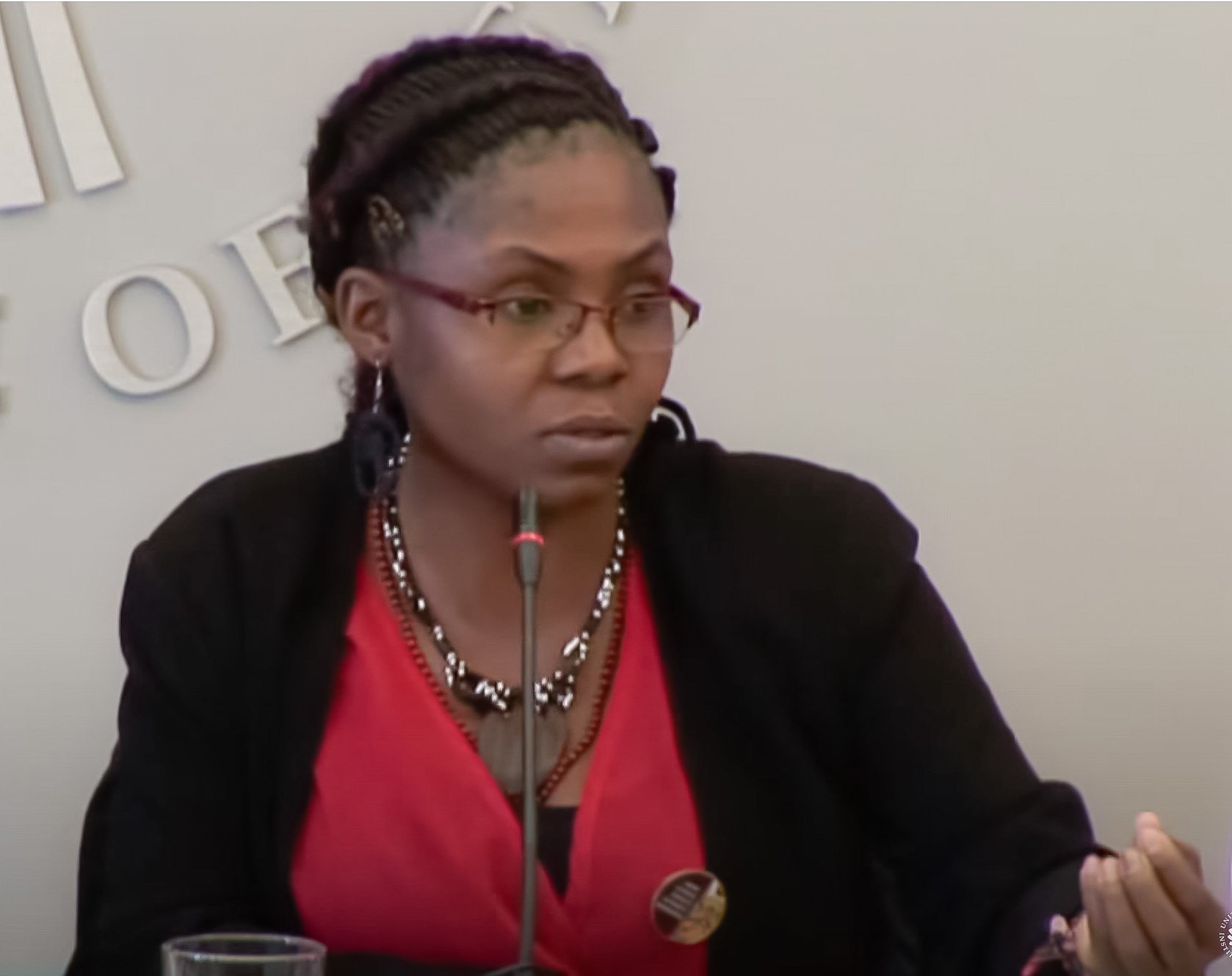
（2016年）

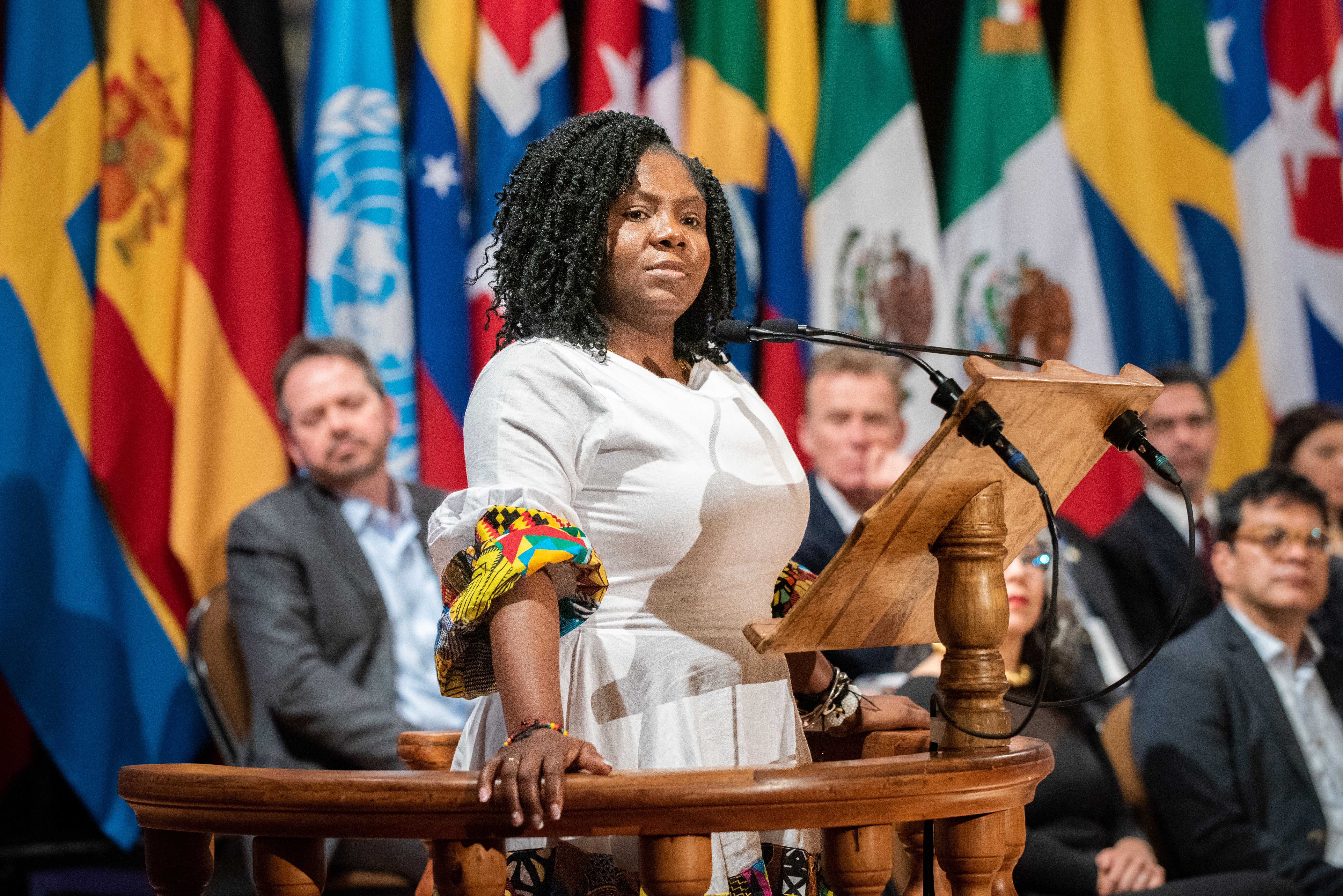
メキシコシティを訪問中のマルケス（2023年）

カウカ県スアレス市ヨロンボ地区で生まれる。マルケスが生まれた地域は同国で最貧基準の地域であった。鉱夫の父と農家の母は常に忙しく、マルケスは母方又は父方の祖父母の家で余暇を過ごしていた。
1994年に13歳になったとき、マルケスは鉱山の搾取と自分の地域の重要な水源であったオベハス川の保護との戦いに参加し始める。ウニオン・フェノサなどの企業は、川をサルバヒナ水力発電ダムに迂回させることを計画した。マルケスは自身の住んでいる地域をプロジェクトから除外させる。アルバロ・ウリベとフアン・マヌエル・サントスの大統領時代に、コロンビアの天然資源を抽出するための国際鉱山会社の開発が増加した。
2009年、マルケスは、アフリカ系コロンビア人、特に職人の鉱山労働者をラ・トマの町近くの先祖代々の土地から追い出そうとする政府の試みに対する抗議を主導するのを助けた。内務省はアングロゴールドなどの企業に、住民への理解を得ようとせずにマルケスの地域で金を採掘する権利を付与していた。マルケスは、ラ・トマの地域評議会のメンバーとともに、その決定に異議を唱える訴訟を起こす。この間、委員会の何人かのメンバーが殺害予告を受けた。武装組織はその後、マルケスの住む地域を標的にし、川岸で数人の鉱夫を殺害した。憲法裁判所がマルケスが住む地域に有利な判決を下したことでマルケスは勝訴した。
2018年、マルケスはスアレス市での違法な金採掘への阻止に影響する資源の衰退への訴えを起こしたことでゴールドマン環境賞を受賞した。マルケスは、スアレスから首都ボゴタまで560キロメートルの距離を80人の黒人女性で抗議行進を主導し、地域からすべての違法鉱山労働者の排除を要求。
2020年後半、マルケスはサンティアゴ・デ・カリ大学で法律の学位を取得した。2014年12月、マルケスはキューバを訪れ、フアン・マヌエル・サントス大統領とコロンビア革命軍との間の和平交渉に参加している。
2020年6月、マルケスは平和協定の遵守を監視するために、2017年5月からコロンビア内戦国家平和共存評議会議員となり、2021年には評議会議長に選出された。
マルケスは、2021年4月の全国党大会で2022年大統領選挙への立候補を発表した。2022年3月の大統領指名予備選挙で、マルケスは783,160票の歴史的な結果に達した。この結果、マルケスはグスタボ・ペトロに次いで2位となり、全ての主要候補者の中で2番目に高い投票数を獲得した。
2022年3月23日、マルケスは同年の大統領選挙でグスタボ・ペトロの副大統領候補として出馬。当選した場合、副大統領府をボゴタからメデジンに移すと約束した。マルケスの副大統領としての職責には、排除に直面している社会的立場の低い黒人と先住民族の保護や地域の平等の強化が含まれると発表した。選挙期間中、マルケスとグスタボ・ペトロは数多くの殺害予告を受けた。例として選挙期間中に、演説中のマルケスは近くの建物からのレーザービームの標的にされ、警備員が暗殺未遂と思われるものからマルケスを守るように促した。2022年5月29日執行の大統領選挙に出馬し、得票率が40％で1位となり、同28％で2位となった実業家のロドルフォ・エルナンデス元ブカラマンガ市長（大統領候補）・マレレン・カスティージョ（副大統領候補）と共に決選投票へ進んだ。決選投票でマルケスは、カスティージョ副大統領候補を破った。
2022年8月7日に副大統領へ就任し、ペトロから平等担当大臣に任命されることを約束された。翌年6月1日に平等担当大臣に任命されたが、憲法裁判所は平等担当大臣を常設職としては認めなかった。
副大統領就任後、国連安保理に出席した。国連安保理の演説ではコロンビアの全国民の生活を保証し、人権の擁護を主な原因として引き受けた人々の世話をし、社会的に見捨てられてきた黒人や先住民族を保護することであると述べている。
2023年5月、マルケスはコロンビアとアフリカ大陸の関係強化の為に、副大統領としてアフリカ外遊の開始を発表。アフリカ外遊では南アフリカ共和国、ケニア、エチオピアを訪れた。
2023年12月14日、マルケスはバチカン市国を訪問し、教皇フランシスコと40分間の会議を行った。マルケスの帰国後、教皇フランシスコはマルケス宛のメッセージでコロンビアが平和のクリスマスを迎えられるようにと述べた。教皇は全てのコロンビア人の平和な暮らしの持続を達成するためにマルケスが精力的に働き続けることを称えたいと伝える。